# Shijōnawate-jinja
Le Shijōnawate-jinja (四條畷神社) est un sanctuaire shinto situé à Shijōnawate dans la préfecture d'Osaka au Japon. Son principal festival se tient tous les 12 février. Il est fondé en 1890 et est consacré au kami de Kusunoki Masatsura ainsi qu'à ceux d'autres personnalités associées à la restauration de Kenmu. C'est l'un des quinze sanctuaires de la restauration de Kenmu.